# Jelena Mołochowiec
Jelena Iwanowna Mołochowiec z domu Burman, ros. Елена Ивановна Молоховец (ur. 28 kwietnia?/10 maja 1831 w Archangielsku, zm. 11 grudnia 1918 w Piotrogrodzie) – rosyjska pisarka i autorka książek kucharskich.

## Życiorys
Urodziła się w Archangielsku jako Jelena Burman, córka carskiego urzędnika Iwana Jermołajewicza Burmana i Jekatieriny Dimitrijewny. Wcześnie osierocona trafiła pod opiekę babki i dzięki niej rozpoczęła naukę w Instytucie Szlachetnie Urodzonych Panien w Sankt Petersburgu. Naukę ukończyła z wynikiem celującym w roku 1848, za co otrzymała egzemplarz Biblii i złotą bransoletkę, a następnie powróciła do Archangielska. Po ślubie z architektem Francem Francewiczem Mołochowcem wyjechała do Kurska, gdzie jej mąż pracował na stanowisku sekretarza kolegialnego. W Kursku Jelena Mołochowiec napisała książkę kucharską, którą w 1860 zaniosła osobiście do Komitetu Cenzury. Sukces książki wpłynął korzystnie na sytuację rodziny, która w roku 1866 przeniosła się do Sankt Petersburga. Tam też Jelena zafascynowała się prawosławnym mistycyzmem i tej tematyce poświęciła kolejne publikacje. 
Owocem związku z Francem Mołochowcem było dziesięcioro dzieci (ośmioro zmarło w dzieciństwie, Jelenę przeżyło dwóch synów – Anatolij i Leonid). Zmarła w grudniu 1918 z powodu zaburzeń pracy serca (według innej wersji z powodu niedożywienia) i 15 grudnia została pochowana w Piotrogrodzie.

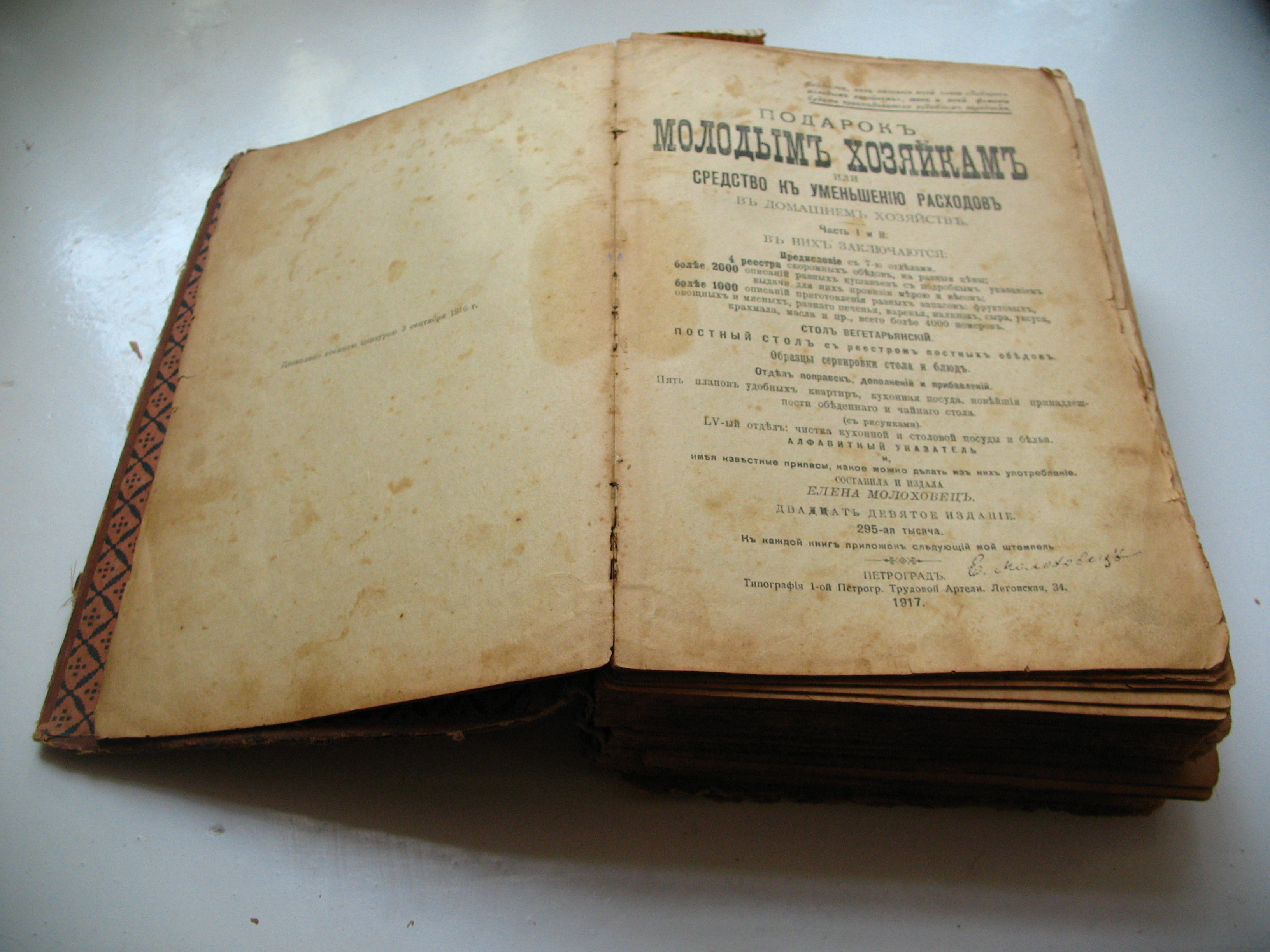
Prezent dla młodych gospodyń... – wydanie z roku 1917

## Twórczość
Najbardziej znane z dzieł Mołochowiec – książka kucharska Podarok mołodym choziajkam ili sriedstwo k umieńszeniju raschodow w domaszniem choziajstwie (Prezent dla młodych gospodyń albo sposoby na zmniejszenie wydatków w gospodarstwie domowym) ukazało się po raz pierwszy w 1861 roku w Kursku. Autorka nie ujawniła wtedy przed czytelnikami swojej tożsamości, posługując się inicjałami Е. М…цъ. Pierwsze wydanie zawierało ponad 1500 przepisów. Oprócz gotowych receptur w książce zamieszczono wiele informacji dotyczących zasad racjonalnego prowadzenia gospodarstwa domowego, kalkulowania kosztów posiłków i praktyczne porady dotyczące poprawienia smaku potraw. Jeszcze za życia autorki książka doczekała się 29 wydań, w łącznym nakładzie ponad 300 tysięcy egzemplarzy. W kolejnych wydaniach liczba przepisów wzrosła do 4500. Po rewolucji bolszewickiej dzieło Mołochowiec straciło na znaczeniu, zarzucano mu dekadentyzm. Większość przepisów zawartych w dziele Mołochowiec było przeznaczone dla kuchni w zamożnych domach, które nie doświadczały deficytu produktów spożywczych. Mimo to ukazujące się w latach 30. w Moskwie książki kucharskie zawierały receptury przepisane z Podaroku mołodym choziajkam.... 
Prezent dla młodych gospodyń... jest uważany za klasyczną książkę kucharską kuchni rosyjskiej. Rosyjski pisarz Jewgienij Zamiatin, który w 1931 wyjechał z ZSRR pisał, że najchętniej czytanymi przez emigrację rosyjską książkami były poezje Puszkina i dzieło Jeleny Mołochowiec.
W okresie petersburskim powstały kolejne utwory Mołochowiec: Gołos russkoj żenszcziny, po powodu gosudarstwiennogo i duchowno-rieligiozno-nrawstwiennogo wozrożdienija Rossii (Głos rosyjskiej kobiety, o państwowym i duchowo-religijno-moralnym odrodzeniu Rosji), W zaszczitu prawosławno-russkoj siemji (W obronie prawosławno-rosyjskiej rodziny), a także Monarchizm, nacyonalizm i prawosławije (Monarchizm, nacjonalizm i prawosławie).

## Upamiętnienie
Poeta Arsienij Tarkowski, który w 1957 wydał poemat Jelena Mołochowiec, potępił w nim autorkę władającą dziesiątkami tysięcy rosyjskich dusz, uznając jej dzieło za przykład burżuazyjnego sposobu myślenia. W 2014 w Moskwie ukazało się wznowienie dzieła Mołochowiec, w nowym opracowaniu.